# Fischgraben (Werra)
Der Fischgraben oder Moorgraben (gelegentlich, auch nur abschnittsweise Fischbach, Moorbach oder Fischa genannt) ist ein orographisch rechter Zufluss der mittleren Werra im Wartburgkreis in Thüringen.
Er wird aus mehreren Gräben und Bächen im Moorgrund südlich von Möhra gespeist und fließt längstenteils südostwärts. Er vereinigt sich westlich von Gumpelstadt mit dem aus dem Norden kommenden Erbach, umfließt in einem Halbkreis-Rechtsbogen den Fischberg und mündet nach 10,4 km nördlich von Barchfeld in die Werra.